# Andrea González Nader
González  Nader est un nom espagnol. Le premier nom de famille, en général paternel, est González ; le second, en général maternel, souvent omis, est Nader.
Andrea González Nader (née le 1ᵉʳ avril 1987 à Guayaquil) est une militante écologiste, entrepreneure et personnalité politique équatorienne.

## Biographie
Née à Guayaquil le 1ᵉʳ avril 1987, Andrea González est titulaire d'un diplôme d'ingénieure en gestion technologique avec mention en environnement de l'Universidad del Pacífico. Après avoir obtenu son diplôme, elle fonde et dirige l'organisation environnementale EcoVerde. Elle se consacre en particulier à la défense des océans et de la mangrove, à la lutte contre la déforestation et le trafic d’animaux sauvages.

### Carrière politique
En 2018, González se présente à la vice-préfecture de la province du Guayas pour le Parti social-chrétien et, en 2020, elle brigue un siège à l'Assemblée nationale au sein de l'alliance Honestidad (Honnêteté) ; elle échoue aux deux élections.
En 2023, Fernando Villavicencio, le candidat présidentiel aux élections présidentielles de cette année-là du parti politique Movimiento Construye (Mouvement Construire), la choisit comme colistière pour la vice-présidence. Après l'assassinat de Villavicencio le 9 août, le parti explore la possibilité que González le remplace. Le 12 août, González est annoncée comme la nouvelle candidate présidentielle du Movimiento Construye ; cependant, en raison d'incertitudes juridiques concernant son éligibilité, le 13 août, le parti revient sur cette décision et nomme le journaliste Christian Zurita (es) à sa place, en maintenant González comme colistière.